# Király Béla (katonatiszt)

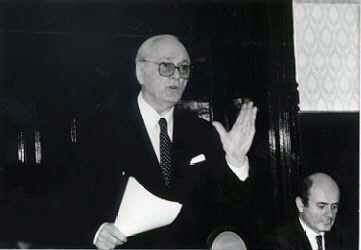
Király Béla

Király Béla (Kaposvár, 1912. április 14. – Budapest, 2009. július 4.) magyar vezérezredes, hadtörténész, politikus, az MTA külső tagja. Elsősorban mint az 1956-os forradalom nemzetőrségének vezetőjeként vált ismertté. A Ludovika elvégzése után, a II. világháborúban vezérkari tisztként szolgált Horthy és Szálasi időszakában. 1945 márciusában nem távozott az Ausztria felé visszavonuló magyar hadseregcsoportokkal, hanem a Kőszeget védő erők parancsnokaként megadta magát a szovjet csapatoknak.
A hadifogoly vonatról megszökve hazatért. 1945 nyarán belépett a Magyar Kommunista Pártba, háborús szerepét igazolva sikerült az új hadseregben is a vezérkarba kerülnie. 1946-ban őrnaggyá, 1949-ben vezérkari ezredessé léptették elő. 1949-ben Berkesi András beszervezte és a Honvédelmi Minisztérium alá tartozó Katonapolitikai Osztály ügynöke lett. Közreműködésével több embert elitéltek, bebörtönöztek.
Lojalitása ellenére a hadsereget is elérő koncepciós „tisztogatás” második hullámában halálra ítélték. Életfogytiglani szabadságvesztésre enyhített büntetéséből 1956 szeptemberében szabadult. A forradalom során október 28-ától megbízták a Nemzetőrség megszervezésével és vezetésével, kinevezték Budapest nemzetőrparancsnokának. November 4-étől, a szovjet túlerőt látva, csapatával előbb a budai hegyekbe, majd Nagykovácsiba vonult vissza, innen Ausztriába távozott.
Az USA-ba emigrálva a forradalom ügyét képviselte, könyvkiadó vállalatot igazgatott és egyetemi tanár volt. A rendszerváltáskor visszatért Magyarországra és az 1990-es években országgyűlési képviselő lett, majd az Orbán- és a Medgyessy-kormány mellett katonapolitikai tanácsadói szerepet vállalt.

## Életútja

### Ifjúkora
Apai nagyapja őrvidéki (burgenlandi) kocsmáros, anyai nagyapja szlavóniai kisvárosi tanfelügyelő volt. Apja Király József, a kaposvári MÁV-állomás főnöke, mellette a kormánypárt egyik városi vezetőjeként tevékenykedett. Anyja Lutz Etelka. Gimnazistaként – ahogyan magáról fogalmazott – „nagyon rossz tanuló volt”, mert tanulás helyett szívesebben foglalkozott kedvenc galambjai tenyésztésével, és állatorvos szeretett volna lenni.

### Katonai tanulmányai, 2. világháborús tevékenysége (1930–1945)
Érettségi után – hogy a Trianon után ekkor újra bevezetett kötelező katonai szolgálattól 2 év helyett 1 év alatt „megszabaduljanak” – barátaival jelentkezett a szolgálat letöltésére. A kaposvári állomáshelyű magyar királyi „Zrínyi Miklós” 7. honvéd gyalogezredbe került. Egy hónap után apja tudatta vele, hogy a Somogy vármegyei alispán segítségével meg tud szerezni számára egy Somogy vármegyei ösztöndíjat a Ludovika Akadémiára. Apja akaratának engedve készülni kezdett a felvételire, majd az ösztöndíjat elnyerve kezdte meg hivatásos tiszti tanulmányait. 1930-ban tette le a katonai esküt „karpaszományos” gyalogosként. Itt 1935-ben tartalékos tiszti tanfolyamot végzett, tizedik legjobb eredménnyel avatták hadnaggyá a Ludovika Akadémián, így ő választhatott szolgálati helyet. Így 1935 és 1939 között a kaposvári magyar királyi „Nagy Lajos Király” 6. honvéd gyalogezredben szolgált hadnagyi rendfokozatban. Az ezred tulajdonosa[pontosabban?] III. Viktor Emánuel olasz király volt, 1937. évi magyarországi látogatása alkalmával Királyt kitüntette az Olasz Koronarend lovagkeresztjével. 1939-ben főhadnaggyá léptették elő.
1939 és 1942 között a m. kir. Honvéd Hadiakadémián továbbképző tanulmányokat folytatott, hogy vezérkari tisztté válhasson. 1941-ben nevezték ki vezérkari századossá. 1942 nyarán, végzős hallgatóként 3 hónapos frontszolgálati tapasztalatszerzésre a Don mellett állomásozó Magyar 2. hadsereghez vezényelték többedmagával. Itt 1-1 hónapot hadosztály-, hadtest- és hadseregtörzsben szolgáltak. A doni első beosztását korábbi seregtestéhez, a 10. könnyű hadosztályhoz kapta, ahol annak védelmi állásait kellett megterveznie, mire a hadosztály a Donhoz érkezik. A nyár folyamán lezajlott korotojaki csatában Csatay Lajos altábornagy, a IV. hadtest parancsnokának vezérkari tisztjeként vett részt a védelmi műveletek irányításában. A frontszolgálati gyakorlatot követően a Hadiakadémiát a legjobb eredménnyel, évfolyamelsőként (ún. „Szobrosként”) végezte el.
A végzetteket egyéves próbaszolgálatra vezényelték ki, majd ennek letelte után ténylegesen vezérkari tisztekké váltak, ami egyedi rangjelzéssel járt (vörös alapon fekete). 1943 és 1945 márciusa között, a magyarországi harcok végéig, a Honvédelmi Minisztérium Szervezési Osztályán századosként az elvi alosztály vezetője volt. Meghatározott időközönként hadi szolgálatot is teljesítenie kellett.
A szovjet fronton bátorságával és kezdeményező képességével tűnt ki. Kétszer sebesült, amivel elnyerte a „Tűzkereszt” kitüntetést a két sebesülési pánttal. Horthy kormányzó a Magyar Érdemrend Lovagkeresztjével tüntette ki, a hadiszalagon a kardokkal.
Hadi szolgálatait az alábbi beosztásokban teljesítette:
- 1943. december (Proszkurov) – 1944. április: a 201. megszálló hadosztály anyagi vezérkari tisztje. Az itt magyar zsidó munkaszolgálatosokkal szemben tanúsított emberi magatartása miatt a Jad Vasem intézet 1993-ban a „Világ Igaza” címmel tüntette ki (lásd még az #Életútja 1956 után szakaszt).
- 1944. április: a 201. megszálló hadosztály megbízott vezérkari főnöke. A hadosztály átszervezése után beosztása megszűnt, nyolc hónapnyi frontszolgálat után ismét a Honvédelmi Minisztériumban dolgozott a fent nevezett beosztásban.
- 1944. május: a 19. gyaloghadosztály hadműveleti vezérkari tisztje.
- 1944. június–augusztus: az 1. magyar hadsereg hadműveleti osztályára beosztott vezérkari tisztje.
- 1944. szeptember–október 16.: a 8. tábori póthadosztály anyagi vezérkari tisztje.
- 1944. október–november: az 1. magyar hadsereg hadműveleti osztályára beosztott vezérkari tiszt. Saját közlése szerint Szálasira nem tett esküt, sőt megbízható munkatársaiból ellenállócsoportot szervezett.[6] 1945 januárjában Szálasitól vezérőrnagyként katonai kitüntetést kapott,[9] Király magyarázata szerint ez egy Horthy idején végrehajtott katonai cselekményért, még a kormányzó jóváhagyásával történt.[9]
- 1945. március végén önként jelentkezett a kőszegi védőkörletre alakított ideiglenes dandárhoz, amelynek vezérkari főnöke, majd később – parancsnokuk Ausztriába való távozása után –, annak parancsnoka lett. Március 29-én Király adta át a várost a szovjet csapatoknak. Hadifogságba került, Székesfehérváron, majd a román Focșani-ban volt táborban. A Szovjetunióba szállítás közben többedmagával leugorva a vonatról hazaszökött.

### Karrierje a népi demokratikus hadseregben (1945–1956)
Hazaérkezése után, 1945 nyarán belépett a Magyar Kommunista Pártba, majd 1945. december 4-én a HM Igazoló Bizottsága igazoltnak nyilvánította. 1946. március 1-jével kinevezték az új hadsereg 1. honvéd gyaloghadosztálya vezérkari főnökének Pápa, majd Tolna állomáshelyekkel. 1946-ban vezérkari őrnaggyá, majd vezérkari alezredessé léptették elő. 1947/1948-ban a HM Kiképzési Osztály vezetője, 1948/1949-ben a gyalogság szemlélő-helyettese volt. 1949-ben vezérkari ezredes lett. 1949 októbere és 1950 áprilisa között a gyalogság parancsnoka volt.
1950. március 15-én Sólyom László altábornagy – Farkas Mihály honvédelmi miniszter kérése ellenére – nem volt hajlandó jelentést leadni a díszszemle megkezdésekor a szovjet katonai főtanácsadónak, Farkas ezért Király Bélát bízta meg a katonai díszszemle levezénylésével, és e cél érdekében Királyt előléptette vezérőrnaggyá. Nem sokkal ezután Farkas az irodájába hívta, és kérte, ítélje el tábornoktársait a nyilvánosság előtt. Király teljesítette Farkas kérését. Az 1950-es tábornokok perét megelőző letartóztatásokkor – az akkori diktatórikus viszonyok közt a pozíciójában elvártaknak megfelelően – nyilvánosan, tiszttársaihoz hasonlóan ő is elítélte a letartóztatottakat.
1950/1951-ben előbb a Magasabb Parancsnoki Tanfolyam parancsnoka, majd a Honvéd Akadémia parancsnoka volt.
1951. augusztus 17-én, a tisztikart érintő koncepciós eljárások második hullámában, korábbi lojális magatartása ellenére az ÁVH letartóztatta. 1952. január 15-én koncepciós perben kötél általi halálra ítélték, majd január 29-én ítéletét életfogytig tartó börtönbüntetésre módosították.

### Részvétele az 1956-os szabadságharcban
1956. szeptember 7-én ideiglenesen szabadlábra helyezték, október 14-én levélben kérte visszahelyezését Bata István honvédelmi minisztertől. Október 21-én kisebb műtét elvégzésére került sor, a forradalom ideje alatt október 28-áig kórházban kezelték, október 31-én rehabilitálták. Eznap a megalakuló Forradalmi Karhatalmi Bizottság és a Forradalmi Honvédelmi Bizottmány elnöke, valamint Nagy Imre ekkor nevezte ki Budapest katonai parancsnokának. Tőle kapta az új Nemzetőrség megszervezésére a megbízást.
A Forradalmi Karhatalmi Bizottságot október 31-én alakították a felkelők, a honvédség, a rendőrség és a munkások képviselői azzal a céllal, hogy egy új koalíciós kormány megalakulását előkészítendő konszolidált helyzetet teremtsenek. Ez a bizottság elvi elhatározásokat hozott, ezek végrehajtására egy, a fegyveres alakulatok vezetésére képes parancsnokságra volt szükség. Kívánatos volt továbbá, a szabadságharcos egységek azonos szabályok szerinti szervezése is. E feladatok ellátása érdekében került sor a ’48-as hagyományokon alapuló Nemzetőrség szervezésére.
Az utóvédharcok során Nagykovácsi térségében vette fel a küzdelmet a támadókkal: „A Nagykovácsi melletti erdőségben leleplezett csoport megsemmisítésére november 10-én éjjel a 97. gépesített ezred alegységeit jelölték ki… Harc bontakozott ki a gépesített ezred és a nemzetőrök között. A foglyul ejtett nemzetőrök tudtunkra adták, hogy Király Béla az osztrák határ irányába távozott. Konyev marsall utasítására egy különleges csoport indult útnak, élén a tapasztalt felderítő tiszttel, I. I. Szkripko ezredessel, hogy Király Bélát feltartóztassa. Király Bélát azonban sem felkutatni, sem feltartóztatni nem sikerült.”
Király Ják közelében hagyta el Magyarországot. Emlékezései szerint a szovjet támadás idején atomrobbantásnak vélt gombafelhőt észlelt[forrás?] Nagykovácsinál, ezzel is indokolta gyors távozását. Más interjújában arról beszélt, mérlegelnie kellett: ha az országban marad, felakasztják, ezért az életét mentendő döntött az Ausztriába távozás mellett.

### Nézetei '56-ról
Tíz pontba foglalható nézetei az alábbiak:
1. 1956-ban a józan hazafiak nem forradalmat akartak, hanem alapvető reformokat sürgettek.
2. A forradalom célja az egyetemi ifjúság 16 pontjában került a legpontosabban megfogalmazásra, ami azonban nem követelte a kommunista rezsim eltörlését. „De az is igaz, hogy egyhangú követelés volt a mielőbbi általános, egyenlő, titkos szavazással végrehajtandó választás is. Az így létrejött Országgyűlés lett volna illetékes a kormány és a társadalom végleges formáját deklarálni. Lehetséges, de valószínű is, hogy – ha nem fosztotta volna meg az országot a szovjet agresszió a függetlenségétől – már 1957-ben az következett volna be, ami 1990-ben történt”"
3. A forradalom győzött. Nagy Imre többpártrendszeren alapuló kormányt alakított, mely gyorsan konszolidálta a helyzetet. A forradalom belügy, a fegyveres agresszió viszont nemzetközi ügy. Ez utóbbival szemben alulmaradt ugyan a magyar társadalom, de ez nem változtat azon a tényen, hogy a forradalom győzött.
4. A győzelmet a magyar fiatalok vívták ki.
5. A győztes fiatalok a politikai konszolidáció biztosítása érdekében központi vezetést választottak. A ’48-as példát követve a harcoló alakulatokat Nemzetőrségbe kívánták szervezni, egységes parancsnokság alatt.
6. A Szovjetunió október 30-ról 31-re virradóra fegyveres beavatkozást kezdett hazánk ellen.
7. A november 1-jei semlegességi nyilatkozat a szovjet intervenció következménye, nem pedig oka volt.
8. A szovjet tömb egészét erkölcsi felelősség terheli mindazért, ami történt.
9. A szovjet intervenció hadüzenet nélküli háború volt. Háború volt célját tekintve, hiszen a törvényes magyar kormány megdöntésére törekedett. És háború volt volumenét tekintve is, hiszen a „Forgószél” hadműveletben mintegy 100 000 szovjet katona vett részt, körülbelül 2000 harckocsival. Ez a háború pedig szocialista országok közötti háború volt, mivel a forradalom programjában nem szerepelt a szocialista rendszer eltörlése.
10. A Nyugat és az ENSZ a forradalom után elismerte annak igazságait. Raymond Aron így fejezte be A sors értelme című tanulmányát: „A magyar forradalom… győzelem a vereségben, mindörökre egyike marad azoknak a ritka eseményeknek, amelyek visszaadják az embernek önmagába vetett hitét, és emlékeztetik… sorsa értelmére, az igazságra.”

### Életútja 1956 után
1957 januárjától a Strasbourgban létrejött Magyar Forradalmi Tanács egyik alelnöke volt. Kéthly Anna és Kővágó József társaságában tanúvallomást tett a forradalmi eseményekről az ENSZ Ötös Bizottsága előtt New Yorkban. 1957 és 1966 között tagja volt a Varga Béla elnöksége alatt működő Magyar Bizottságnak.
Aktívan kivette részét a politikai emigráció munkájában. E tevékenységének egyik jelentős állomása volt 1961-es ázsiai utazása. Számos előadást tartott a forradalomról a világ különböző egyetemein (többek között: Tokióban, Kuala Lumpurban, Manilában, Londonban, a párizsi Sorbonne-on).
Az Amerikai Egyesült Államokban telepedett le, ahol 1965-ben kapott állampolgárságot. 1959-ben az Egyesült Államok Hadseregének Parancsnoki és Vezérkari Akadémiája tiszteletbeli tagjává választotta. 1966-ban PhD fokozatot szerzett (summa cum laude) a Columbia Egyetem történelem szakán. 1971-től a hadtörténelem professzora a New York-i Városi Egyetemen, a Brooklyn College-ban. 1982-ben emeritálták, 1994-ben a humán tudományok doktora lett.
Diszpolgára Baton Rouge (Louisiana), Louisville (Kentucky) városoknak, valamint Maryland és Delaware államoknak, Kentucky állam ezredese.
1977-ben alapította meg az Atlantic Studies on Society in Change című könyvsorozatot, amely a közép-kelet-európai régió (és benne Magyarország) újabb kori történelméről ad ki tudományos igényű tanulmányköteteket, monográfiákat. A Columbia University Press által terjesztett kötetek száma meghaladta a százharmincat.
1989-ben visszatért Magyarországra. Beszédet mondott Nagy Imre és vértanú társai újratemetésén. Még ebben az évben a Legfelsőbb Bíróság felmentette az ellene korábban emelt vádak alól, és visszaadta vezérőrnagyi rangját. 1990-ben vezérezredessé léptették elő. Az 1990-es országgyűlési választáson független jelöltként mandátumot szerzett Somogy megye 1-es számú egyéni választókerületében (Kaposvár). 1990 novemberében átült az SZDSZ-frakcióba (a pártba nem lépett be), az Országgyűlés Honvédelmi Bizottságának alelnökeként dolgozott. Mandátuma 1994-ig tartott.
1991-ben a Zrínyi Miklós Nemzetvédelmi Egyetem a hadtudományok tiszteletbeli doktora címet adományozta neki.
1993. március 11-én a Jad Vasem Intézet a Világ Igazai közé választotta, amiért 1944-ben vezérkari tisztként fellépett a hadosztálya kötelékébe tartozó zsidó munkaszolgálatosok életének védelmében. 1995-ben a Magyar Köztársasági Érdemrend középkeresztje a csillaggal kitüntetésben részesült.
2000 és 2002 között Orbán Viktor miniszterelnök személyes megbízottja volt a haderőreform munkálataiban. 2002-ben kitüntették a Magyar Köztársasági Érdemrend nagykeresztjével (katonai tagozat), és 2004-ben elnyerte a Nagy Imre Érdemrendet is. Ebben az évben a Magyar Tudományos Akadémia külső tagjává is megválasztották.
2009. július 4-én hunyt el, 97 évesen. Végakaratának megfelelően a Rákoskeresztúri Új köztemető 300-as parcellájába temették, az 1956-os emlékparcella területén.

## Testi adottságai, jellemrajza
Király magas, jó kiállású férfi volt. Személyes ismerői megnyerő, karizmatikus személyiségként írták le, az egyetemen, diákjai között népszerű volt. Király magát racionális emberként jellemezte.

## Viták életútja körül
Életútjának egyes – főleg saját visszaemlékezéseken alapuló – részeit többen vitatják: szerepét pozitívra átszínezettnek vagy valótlannak értékelik, így a Szálasi alatti aktivitását, 1945-ben Kőszeg szovjeteknek történt feladásában, 1945-1951 között a hadsereg tisztjeként, valamint az 1956-os forradalom alatt kifejtett tevékenységét helyezik új megvilágításba. Elsőként Kubinyi Ferenc Fekete lexikon című könyvében közölt az addig elfogadott Király-életrajztól eltérő részleteket. Később Bokor Imre publikációiban – Kubinyi állításait sokban megismételve – „politikai szélhámosnak”, „szerencselovagnak”, többszörös „áruló dezertőrnek” nevezte Királyt. Szerinte aktívan részt vett Szálasi alatt a hadsereg vezetésben, és kitüntetést is kapott Szálasitól. Király erről 2002-ben úgy nyilatkozott, hogy nem esküdött fel Szálasira, sőt, a társaival németellenes tisztek aktáit égették el, akiknek a családját Szálasi biztosan internáltatta volna. Illetve dandárjával eldöntötték, biztosan nem mennek a nyilasokkal Németországba. A 2008-as Király–Bokor perben Király elismerte, hogy Szálasitól átvette katonai kitüntetését, viszont magyarázata szerint, ezt egy Horthy idején végrehajtott katonai cselekményért, még a kormányzó jóváhagyásával kapta.
Bokor Imre szerint az 1945-ben Kőszeget parancsnokként védő Király azon beszámolója, miszerint Kőszeget megvédte a pusztítástól, „ott egy lövés sem dördült el”, 16 löveget és 1500-2000 katonát vitt át a szovjetekhez, nem felel meg a valóságnak. Bokor (és a Király–Bokor perben is benyújtott indoklása) szerint Király valójában a szovjet csapatok megjelenésekor – miután tisztjeit az eligazításon kitartó harcra buzdította – magához vette a zászlóalj okmányait és a város körüli terület aknatelepítési vázlatát, majd kijelentve, hogy terepszemlére távozik. Paraj százados gépkocsiját eltulajdonítva, harmadmagával, fehér zászlóval átment a szovjet alakulathoz. Ezután a szovjetek a kőszegi védőket felszólították a megadásra, de azok folytatták a város védelmét. Így Kőszeget egy napos bombázás és aknavetőtámadással, 173 fős magyar veszteséggel foglalták el a szovjetek.
Bokor azt állítja továbbá, hogy 1946-ban a Katonapolitikai Osztályon terhelő vallomást tett Beregfy Károly, Kozma István altábornagy (egykori tanárai), valamint Czebe Jenő és Berkó István alezredesek ellen (Beregfyt és Kozmát háborús bűnökért kivégezték, Kozmát 1990-ben rehabilitálták, Czebét menekülés közben agyonlőtték, Berkót börtönbüntetésre ítélték.), majd a Rákosi-korszak vezérkari tisztjeként, 1950-ben, a tábornokok pere időszakában egy pártaktíván „fasiszta csirkefogónak” titulálta tábornok kollégáit, méltó büntetést kérve szörnyű vétkei ellentételezésére (Bokor hozzáteszi, hogy a tisztikar egységesen elítélte a megvádolt tiszteket, ahogy az a diktatúra viszonyai között elvárt volt.)
Többek által vitatott az 1956. november 11-i Nagykovácsi térségében Király Béla visszaemlékezéseiben emlegetett „Nagykovácsi csata” megtörténte, illetve a fegyveres harc súlya, és abban Király szerepe. Felvetik, ha történt is tűzharc, nem volt nagy jelentőségű, csak száznál alig több felkelő vehetett részt egy kisebb összecsapásban, az egyetemista-nemzetőr csapatrészt a szovjet egység rendkívül rövid idő alatt felszámolta. Bokor Imre szerint Király – miután Ausztriába, majd az USA-ba távozott – 1956. december 30-án a The Providence Journal-nak adott interjújában azt nyilatkozta, hogy szeptember 28-án a forradalmárok szabadították ki a rabkórházból, majd a szovjetek támadásakor, november 4-én áttörte a Budapest körüli szovjet gyűrűt és 8 harckocsival, valamint 400 emberével a Dunántúlra távozott, 50%-os veszteséget szenvedve. Bokor a főváros elhagyását dezertálásként értékeli, szerinte Király a helyszínen nem rendelkezett harckocsikkal, kb. 40-45 nemzetőr kísérte, 3 gépkocsi állt a rendelkezésére és valójában nem fejtettek ki számottevő ellenállást, hanem céljuk az ország elhagyása volt. Állítása szerint a „Jelcin-dossziéban” Zsukov marsall, szovjet honvédelmi miniszter által naponta kétszer kiadott magyarországi harctéri helyzetjelentésében nincs utalás Nagykovácsi térségében lezajlott, említésre érdemes fegyveres harcról. A másik forrásként megjelölt Malasenko ezredes szovjet parancsnok visszaemlékezése szerint: „a budapesti felkelő erők, november 5-től kisebb csoportokba verődve visszavonultak a Budától északnyugatra fekvő erdős-hegyes vidékre”, a szovjet egységek Nagykovácsi–Telki térségében 10 felkelőt semmisítettek meg, 13-at ejtettek fogságba. Király és Malasenko 2001-es találkozásakor Malasenko kétségbe vonta a csatát, „nagy mesemondónak” nevezve Királyt, aki viszont máig meglévő zsíros-hegyi rakétakráterekkel kívánta bizonyítani igazát. Bokor cikke szerint a fogságba került felkelők mondták el, hogy Király társaival Ausztria felé igyekezve távozott. Konyev marsall utasítására I. I. Szkripko ezredes, a különleges hadtest felderítő főnöke, vezetésével egy speciális csoport indult útnak Király Béla felkutatására, az akció azonban nem vezetett eredményre. Érdekesség, hogy a Kádár-korszak hatalmi propagandája politikai érdekből vonta kétségbe a nagykovácsi csata megtörténtét, így például Geréb Sándor és Hajdú Pál (Berecz János által lektorált) 1986-os könyvében a nagykovácsi eseményeket úgy minősítették: „nem volt csata”.

### Király kontra Bokor per (2008)
Király 2008-ban beperelte jó hírnév megsértéséért Bokort és egy kiadót. Miután Bokor Imre benyújtotta cikkének állításait védő anyagát, Király ügyvédje a per szüneteltetését, és ehhez Bokorék hozzájárulását kérte, azzal, hogy fél év után a felperes keresete automatikusan megszűnik. Bokorék azzal a feltétellel járultak hozzá a per szüneteltetéséhez, hogy jegyzőkönyvbe veszik: a felperes indítványozta a kérést. A felperes által indított per a szüneteltetési időtartam leteltével megszűnt. A per kimeneteléről a jelentősebb online médiumok nem adtak hírt, Király Béla részéről sem nyilatkoztak, csupán Bokorék tettek elérhetővé információkat.

## Művei
- The responses of foreign governments and the United Nations to the Hungarian revolution, szerkesztő, ARP Atlanti Kutató és Kiadó Közalapítvány, Budapest, 2006 (Bulletins on 1956, 4.)
- Wars, revolutions and regime changes in Hungary, 1912-2004; angolra ford. Mario Fenyo; Social Science Monographs–Atlantic Research and Publications–Columbia University Press, Boulder–Highland Lakes–New York, 2005 (East European monographs, 681; Atlantic studies on society in change, 127.)
- The final victory of the ideas of the revolution of 1956: the constitutional change of regime, and NATO and EU membership, szerkesztő, Bihari Mihállyal közösen; angolra ford. Paul Bődy; ARP Atlanti Kutató és Kiadó Közalapítvány, Budapest, 2006 (Bulletins on 1956)
- Amire nincs ige. Visszaemlékezések, 1912-2004 (Budapest, HVG Kiadó, 2004)
- A forradalom folytatása Ázsiában, 1961 (Budapest: Atlanti Kutató és Kiadó Közalapítvány, 2003)
- Iratok az emigrációról, 1957–1990 (Budapest: Atlanti Kutató és Kiadó Közalapítvány, 2003)
- Art of Survival. Hungarian National Defense and Society in Modern Times (Highland Lakes, NJ.: Atlantic Research and Publications, 2003)
- Basic History of Modern Hungary, 1867–1999 (Malabar, Florida: Krieger Publishing, 2001)
- Deák Ferenc (Budapest: Akadémiai Kiadó, 1993)
- Forradalomtól forradalomig (Budapest: Századvég-és Atlanti Kiadó, 1990)
- Honvédségből néphadsereg. Személyes visszaemlékezések, 1944–1956 (Párizs–New Brunswick: Magyar Füzetek és Magyar Öregdiákok Szövetsége Bessenyei György Kör, 1986)
- Az első háború szocialista országok között (New Brunswick: Magyar Öregdiákok Szövetsége-Bessenyei György Kör, 1981)
- Ferenc Deák (Boston: Twayne Publishers, 1975)
- Hungary in the Late Eighteenth Century. The Decline of Enlightened Despotism (New York & London: Columbia University Press, 1969)